# Икин-Чан-Кавиль
Икин-Чан-Кавиль (также Йик'ин-Чан-К'авииль, дословно Рассвет Небесного Кавиля; ? — 755/760) — двадцать седьмой правитель древнего майяского царства Мутуль со столицей в Тикале, царствовавший с 734 по 755 год. Продолжил возрождение Мутульского царства и превращение Тикаля в регионального гегемона, начатое его отцом Хасав-Чан-Кавилем I. Правление Икин-Чан-Кавиля отмечено значительными военными успехами и масштабной градостроительный деятельностью. В период его правления Тикаль вошёл в эпоху расцвета, благодаря чему Икин-Чан-Кавиль стал одним из самых значительных правителей в истории Мутульского царства.
Благодаря сохранившимся изображениям, Икин-Чан-Кавиль был известен и до расшифровки письменности майя, позволившей прочитать его имя (до расшифровки был известен как «Правитель B»).

## Правление

### Начало правления
Икин-Чан-Кавиль был сыном двадцать шестого правителя Тикаля Хасав-Чан-Кавиля I и царицы Иш-Лачан-Унен-Мо. Его отец возродил мощь Мутульского царства после долгого упадка, последовавшего за разгромом Тикаля в 562 году Канулем, главным соперником за гегемонию в землях майя. Хасав-Чан-Кавилю I удалось нанести ряд поражений Канулю и зависимым от него царствам, что привело не только к восстановлению политического могущества Тикаля, но и к его экономическому подъёму, выразившемся в начале активного монументального строительства в городе. Поэтому, когда в 734 году Икин-Чан-Кавиль взошёл на престол, ему досталось обновлённое государство, претендующее на возвращение утраченной им несколько веков назад гегемонии.

### Войны с Канулем и его союзниками
Продолжая политику отца, Икин-Чан-Кавиль провёл серию успешных военных кампаний, целью которых было дальнейшее ослабление Канульского царства и его союзников. Первая из них была направлена непосредственно против Кануля. В 736 году, всего через два года после воцарения, Икин-Чан-Кавиль одержал триумфальную победу над Канулем. Об этой победе рассказывают тикальские Алтарь 9 и Стела 21, первые памятники нового царя. Стела 21, при этом, показывает поверженного канульского полководца или даже самого царя Юкном-Тук-Кавиля. Как раз в это время в Кануле сменился правитель, что может свидетельствовать о верности второго варианта.
После победы над Канулем Икин-Чан-Кавиль выступил против его ключевых вассалов — городов-государств Уак-Кабналя и Вака. Эти города имели важное географическое положение, блокируя Тикаль с востока и запада. Несколько столетий это делало их ценными союзниками Кануля, поскольку они могли препятствовать торговле Тикаля. Однако Икин-Чан-Кавилю в 743—744 годах удалось провести против них стремительную победоносную кампанию. Сначала, в 743 году, был разбит город Вака, а паланкин с изображением его божественного покровителя, небесного змея, попал в руки тикальцев. Этим событиям посвящена деревянная притолока в Храме IV, позднее возведённом Икин-Чан-Каваилем. Всего через 191 день после поражения Ваки пришёл черёд Уак-Кабналя, который также был побеждён войсками Тикаля и лишился паланкина с божественным покровителем. Более того, тикальская Стела 5 свидетельствует, что царь Уак-Кабналя, Яш-Майю-Чан-Чак, был захвачен в плен и вскоре погиб. Плохо сохранившийся Алтарь 2 может свидетельствовать о том, что царь Ваки тоже оказался в плену.
Череда побед, одержанных Икин-Чан-Кавилем над Канулем и его ключевыми союзниками, позволила Тикалю прорвать враждебное окружение и взять под контроль региональные торговые пути. Мутульское царство вновь вступило в период расцвета, выразившийся в стремительном росте числа каменных монументов в его столице Тикале.

### Градостроительство
Военные походы добыли Тикалю не только гегемонию в регионе и контроль над торговыми путями, но и значительную добычу в виде богатств и рабочей силы. Следствием этого стало резкое увеличение объектов монументального строительства в городе. Многие наиболее значимые архитектурные памятники Тикаля были возведены именно в правление Икин-Чан-Кавиля, в значительной степени придавшего городу его современный облик.
Первым значительным монументом его правления стал Храм I, строительство которого началось ещё при его отце Хасав-Чан-Кавиле I. Это сооружение было посвящено покойному царю и стало местом его захоронения. Напротив Храма I в правление Икин-Чан-Кавиля был воздвигнут Храм II — вероятно, посвящённый его матери. К 751 году, т. е. ко времени празднования окончания катуна (20-летнего цикла), в городе был создан комплекс двойных пирамид. Этому же событию посвящены Алтарь 8 и Стела 20. Наконец, в правление Икин-Чан-Кавиля были возведены Храм VI и 64-метровый Храм IV — крупнейшее сооружение Тикаля и одно из высочайших сооружений цивилизации майя в целом.

### Смерть и погребение
Точный год смерти Икин-Чан-Кавиля неизвестен — он умер в период между 746 и 766 годами. Место его погребения также до сих пор не установлено. По наиболее распространённому мнению, этим местом стал Храм IV и гробницу царя следует искать в его глубинах. Согласно другому предположению, местом захоронения Икин-Чан-Кавиля может являться богатое Погребение 196 возле Храма II, найденное археологами Национального проекта «Тикаль»(исп. Proyecto Nacional Tikal) . Погребение 196, однако, могло принадлежать и его сыну и наследнику, оставившему мало свидетельств о своём правлении и не известному даже по имени «28-му правителю». Последний правил всего несколько лет, уступив престол другому сыну покойного Икин-Чан-Кавиля — Яш-Нун-Айину II.

## Семья
Имя супруги Икин-Чан-Кавиля неизвестно. У него было как минимум два сына:
- «28 правитель» — наследовал трон Тикаля после смерти отца и правивший в 755/760 — 768 годах[16].
- Яш-Нун-Айин II — царствовал после брата, с 768 до 790-х годов[19]. Он носил имя значительного тикальского царя Яш-Нун-Айина I, правившего на четыре столетия раньше[17].